# Курюмдюкан
Курюмдюка́н (рос. Курюмдюкан) — село у складі Газімуро-Заводського району Забайкальського краю, Росія. Входить до складу Буруканського сільського поселення.
Стара назва — Курюмдікан.

## Населення
Населення — 62 особи (2010; 80 у 2002).
Національний склад (станом на 2002 рік):
- росіяни — 100 %